# 大夏河

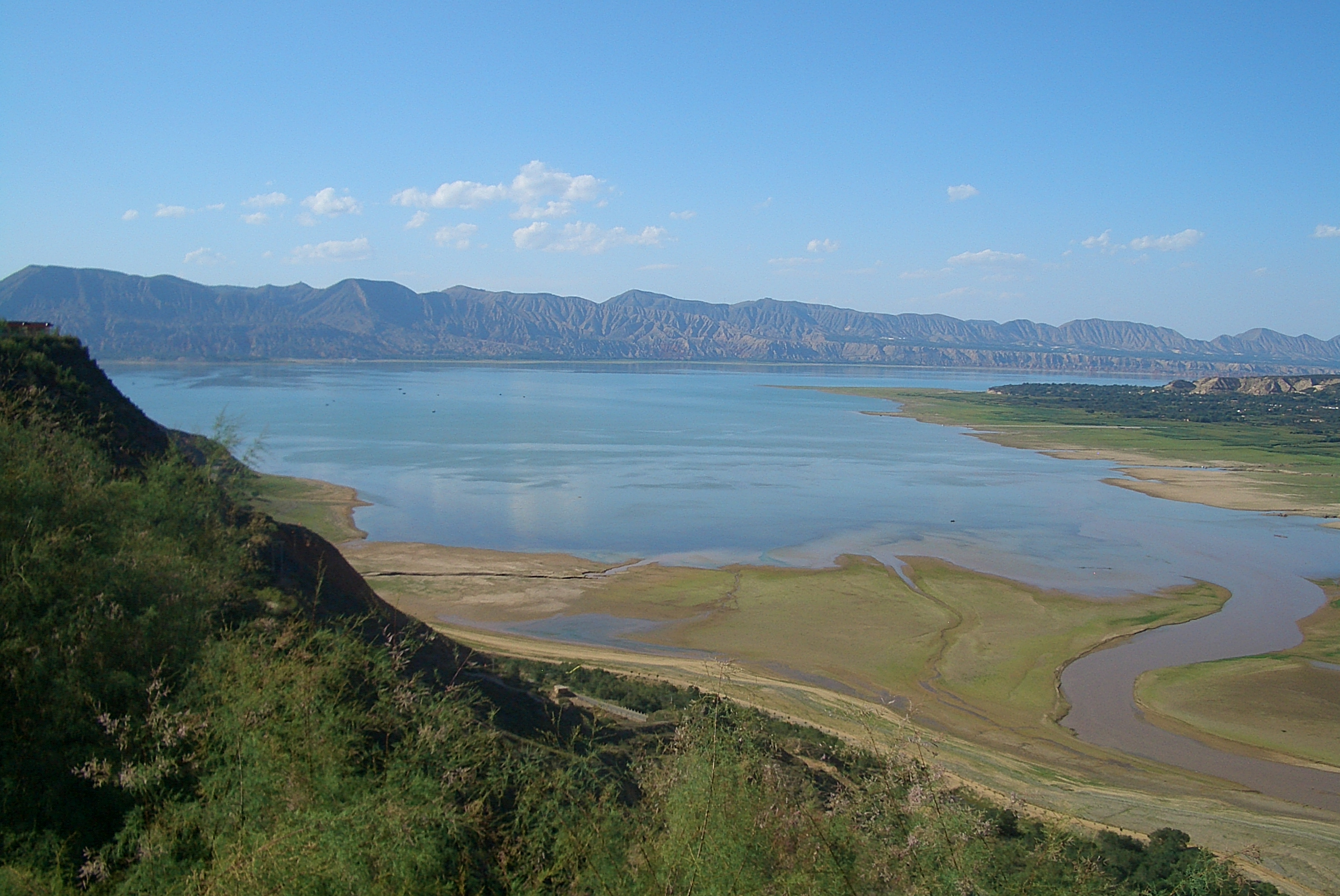
大夏河（临夏县）

大夏河位于中国甘肃省南部，古称漓水。河流发源于甘肃、青海边界大不勒赫卡山，有南北两源，分别为桑曲却卡和大纳昂，两源会流后称大夏河。河流流经甘南藏族自治州和临夏回族自治州，经夏河县向东北入临夏盆地，注入刘家峡水库。该河长203千米，流域面积达7125平方千米。